# Montenero d'Orcia
Montenero d'Orcia is een plaats (frazione) in de Italiaanse gemeente Castel del Piano.

## Geografische ligging
Montenero d'Orcia ligt op een heuvel: Monte Nero. Nero verwijst niet naar de kleur van de berg maar naar een van de Etruskische goden. Het dorp ligt 350 meter boven de zeespiegel en vormt de poort van de Val d'Orcia. Montenero d'Orcia ligt ongeveer 44 kilometer van Grosseto e 14 kilometer van Castel del Piano.

## Geschiedenis
Het grondgebied van Montenero d'Orcia wordt sinds de prehistorie bewoond door de mens. Dit blijkt uit gevonden stenen werktuigen en andere archeologische vondsten. De woongebieden strekten zich uit van de Val d'Orcia tot het grondgebied van Castel del Piano.
De burcht van Montenero verschijnt voor het eerst in een document uit 1015 van de abdij van San Salvatore. In eerste instantie viel de plaats onder de heerschappij van de Aldobrandeschi en werd vervolgens onderdeel van twisten tussen de edelen Tintinnano en de Visconti-familie uit Campiglia d'Orcia. Er is een hevige machtsstrijd geleverd. Siena verwoestte de burcht in 1298 in een strijd om de macht, maar bleef tot 1375 vallen onder de familie Aldobrandeschi. Daarna is het veroverd door de familie Salimbeni. In 1400 kwam het definitief onder bewind van de republiek Siena tot ongeveer halverwege de 16e eeuw waarna het definitief deel uit ging maken van het Groothertogdom Toscane. Montenero d'Orcia behoort nog steeds tot deze regio. Aanvankelijk viel het bestuurlijk onder Cinigiano, maar dit is later overgegaan naar Castel del Piano. Montenero d'Orcia is nu een gerenommeerd centrum voor de productie van de wijn Montecucco.

## Bezienswaardigheden

### Kerken
- Pieve di Santa Lucia, parochiekerk van Montenero d'Orcia, al genoemd in geschriften van Paus Clemens III (1188) en Paus Innoccentius III (1198) als eigendom van de abdij van San Salvatore. De kerk heeft een zestiende-zeventiende-eeuws altaarstuk met de Madonna del Rosario met de heiligen Domenico, Antonio, Gregorio, Girolamo, Apollonia en Caterina van Siena. Het geschilderde kruis is toegeschreven aan Ambrogio Lorenzetti (XIV eeuw). De parochie van Montenero telt ongeveer 560 personen.
- De Chiesa della Madonna ligt langs de straat en dateert uit de zestiende eeuw. De kerk werd volledig herbouwd in de negentiende eeuw. Ervoor ligt een stenen trap. Binnen is een geschilderd paneel te vinden van de Madonna met Kind en de heiligen Giovanni Battista en Lorenzo, toegeschreven aan Bernardino Fungai.

### Vestigingswerken
- Muren van Montenero d'Orcia: sommige delen van de muren zijn nog steeds herkenbaar en er is een stenen boog die naar boven leidt, gevolgd door een gewelfde gang.
- Senees vestigingswerk (Cassero Senese), herbouwd in de vijftiende eeuw op het reeds bestaande Aldobrandesque fort. Alleen de toren is bewaard gebleven. Deze ligt verborgen tussen de bomen van het openbare park. Van daaruit is de Val d'Orcia te zien die zich uitstrekt langs heuvelachtig gebied richting de Valle dell'Ombrone.

### Bouwwerken
- Fattoria Avanzati: een historische boerderij die van 1848 tot de jaren vijftig van de twintigste eeuw bij de Avanzati-familie hoorde. Het gebouw heeft de vorm van een hoefijzer en is aanzienlijk aangepast. Tegenwoordig zijn er vooral woningen in gevestigd. Het uiterlijk van de Fattoria Avanzati is daardoor behoorlijk veranderd. Op het plein, dat eens het boerenerf was, bevindt zich een marmeren fontein.
- Pozzo Mediceo. Deze ronde waterput ligt op het plein schuin tegenover de Pieve di Santa Lucia. De put is gemaakt van steen en voorzien van het wapenschild van de familie Medici.

### Overig
- Park van de 1e mei. Hier stond het oude kasteel. Het openbare park biedt uitzicht over de Val d'Orcia. Er is een reeks terrassen aangebracht en het is het centrum van de Sagra della Lasagna e La festa patronale S. Servilio in de laatste twee weken van mei. Middenin het park is een monument te vinden waarop de woorden «hyeme et aestate/usque dum vivam/et ultra» (de winter en de zomer, zolang ik leef en daarna). Daaronder staat de tekst: deze ruwe steen / zal de tand des tijds aan den lijve ondervinden / de herinnering aan / Flavio Avanzati overdragen / die goed heeft gedaan / met ijverig intelligent werk / Montenero ten dienst is geweest / vruchtbaarheid en gezondheid (1893).

## Evenementen
Elk jaar, tijdens de twee laatste weken van mei, vindt het feest van de patroonheilige van Montenero d'Orcia plaats en de Sagra della Lasagna. Het wordt gezien als een van de beste sagra's van de Maremma met huisgemaakte lasagne.
Tijdens het laatste weekend in juli vindt de laatste jaren Birragustando plaats: een festival voor thuisbrouwers.

## Transport en bereikbaarheid
Montenero d'Orcia is gemakkelijk bereikbaar via de Strada Provinciale 64 del Cipressino die de Monte Amiata ter hoogte an Paganico verbindt met de E78 tussen Grosseto en Fano.

## Economie
De belangrijkste inkomsten van Montenero d'Orcia komen uit de wijnbouw voor Montecucco-wijnen. Het dorp maakt deel uit van de "Strada del vino Montecucco e sapori d'Amiata". Daarnaast worden er olijven verbouwd en valt de olijfolie regelmatig in de prijzen vanwege de opmerkelijk volle smaak en de diepgroene kleur.

## Bekende personen
De astrofysicus Massimo Capaccioli is geboren in Montenero d'Orcia.

## Fotogalerij

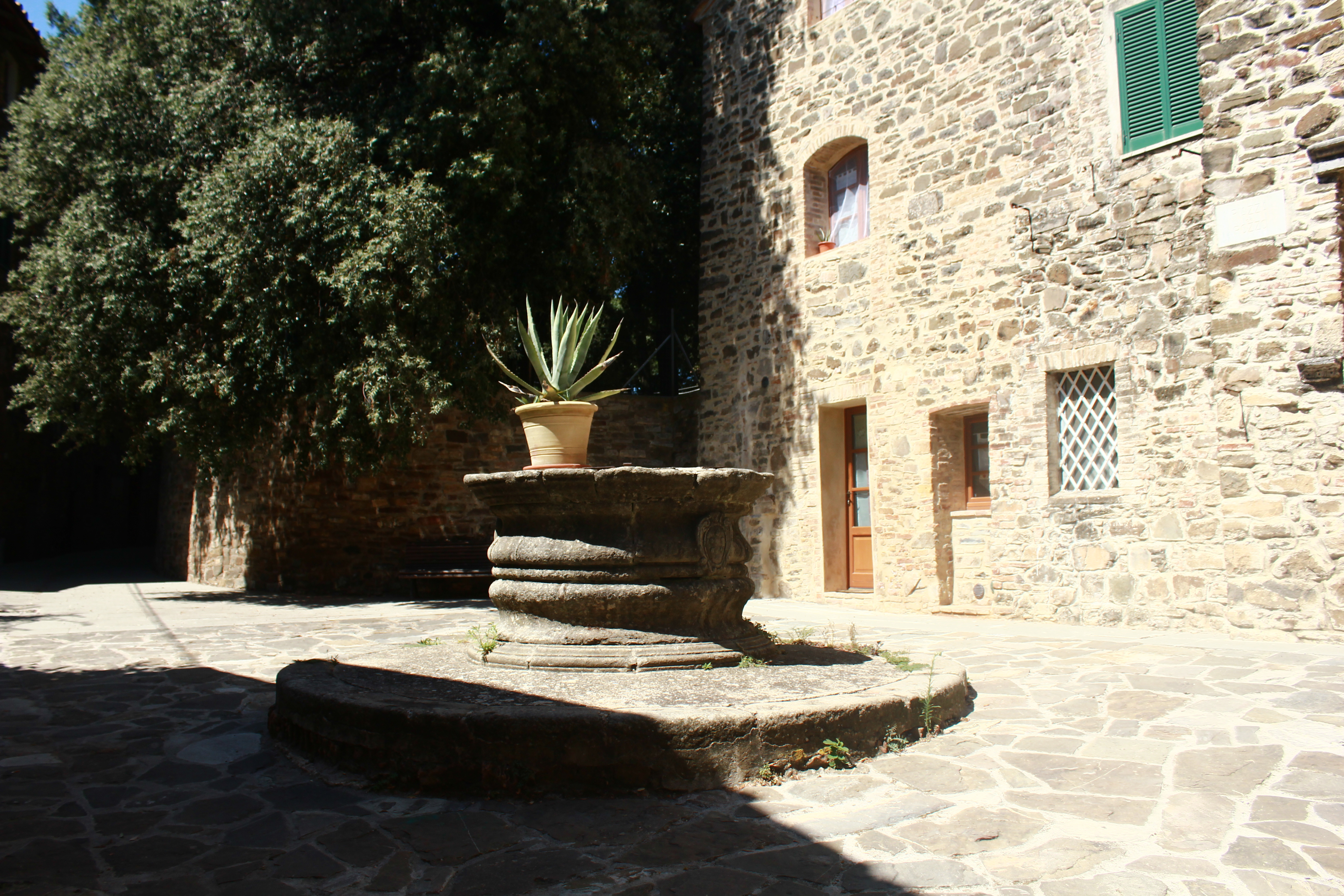
De put van de Medici
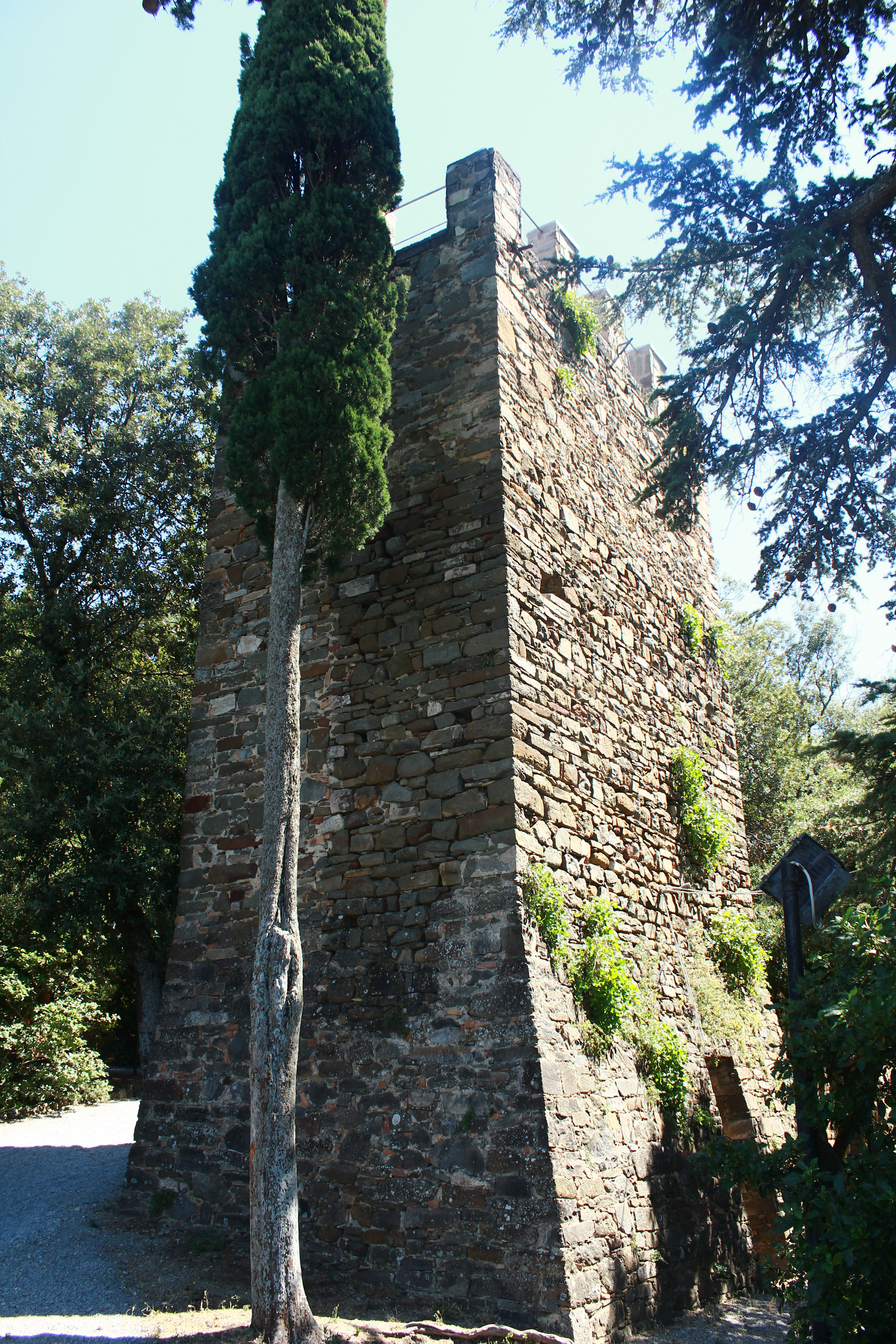
De toren in het park van de 1e mei
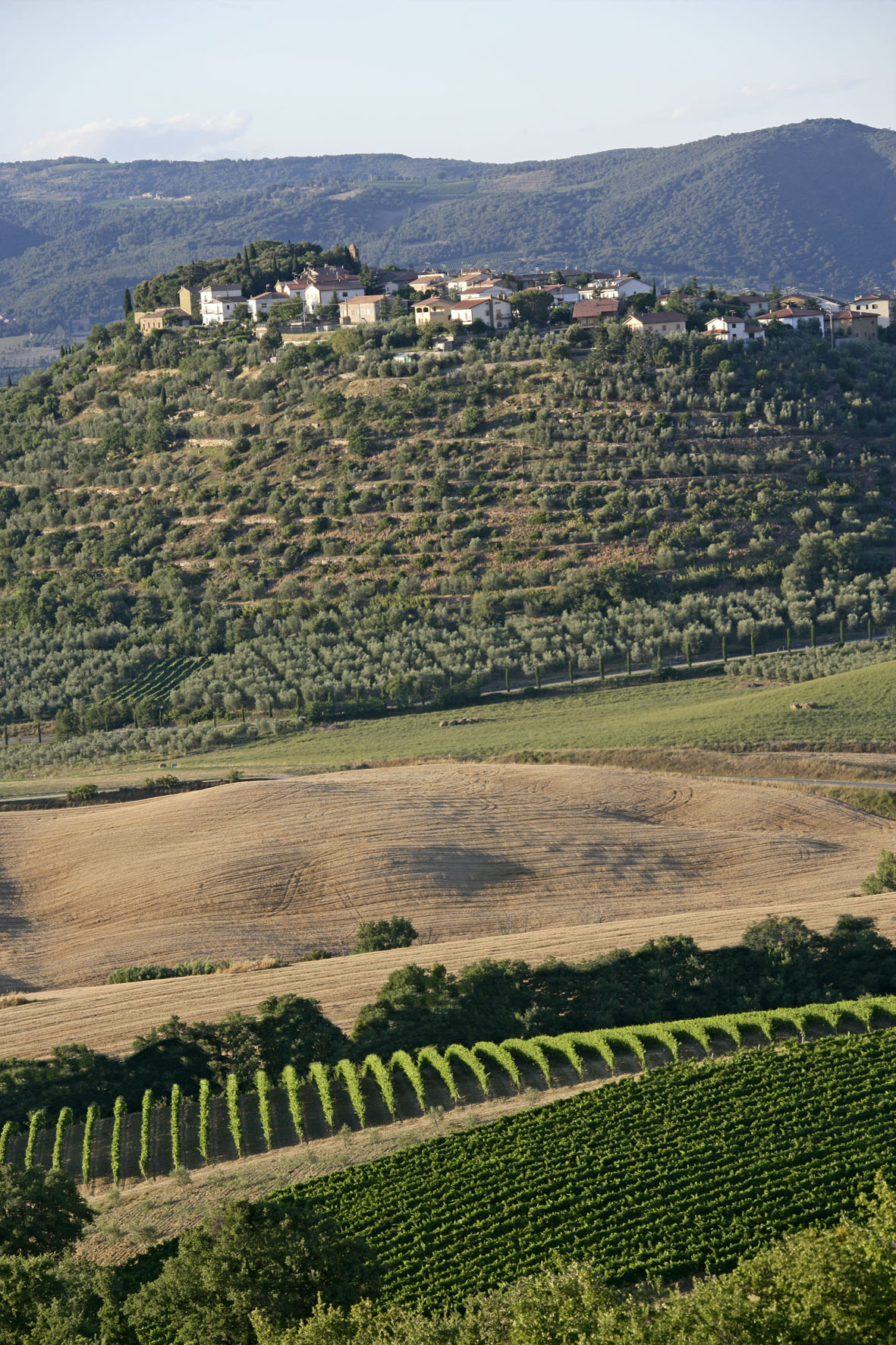
Montenero d'Orcia
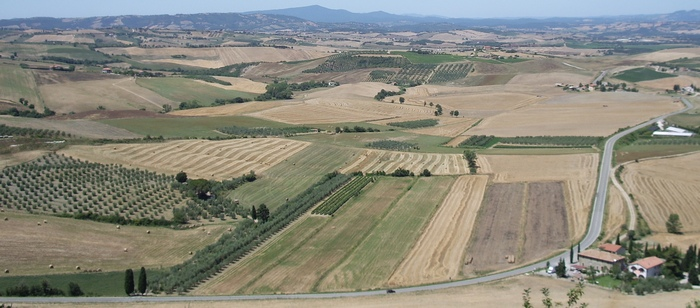
Uitzicht vanaf het park
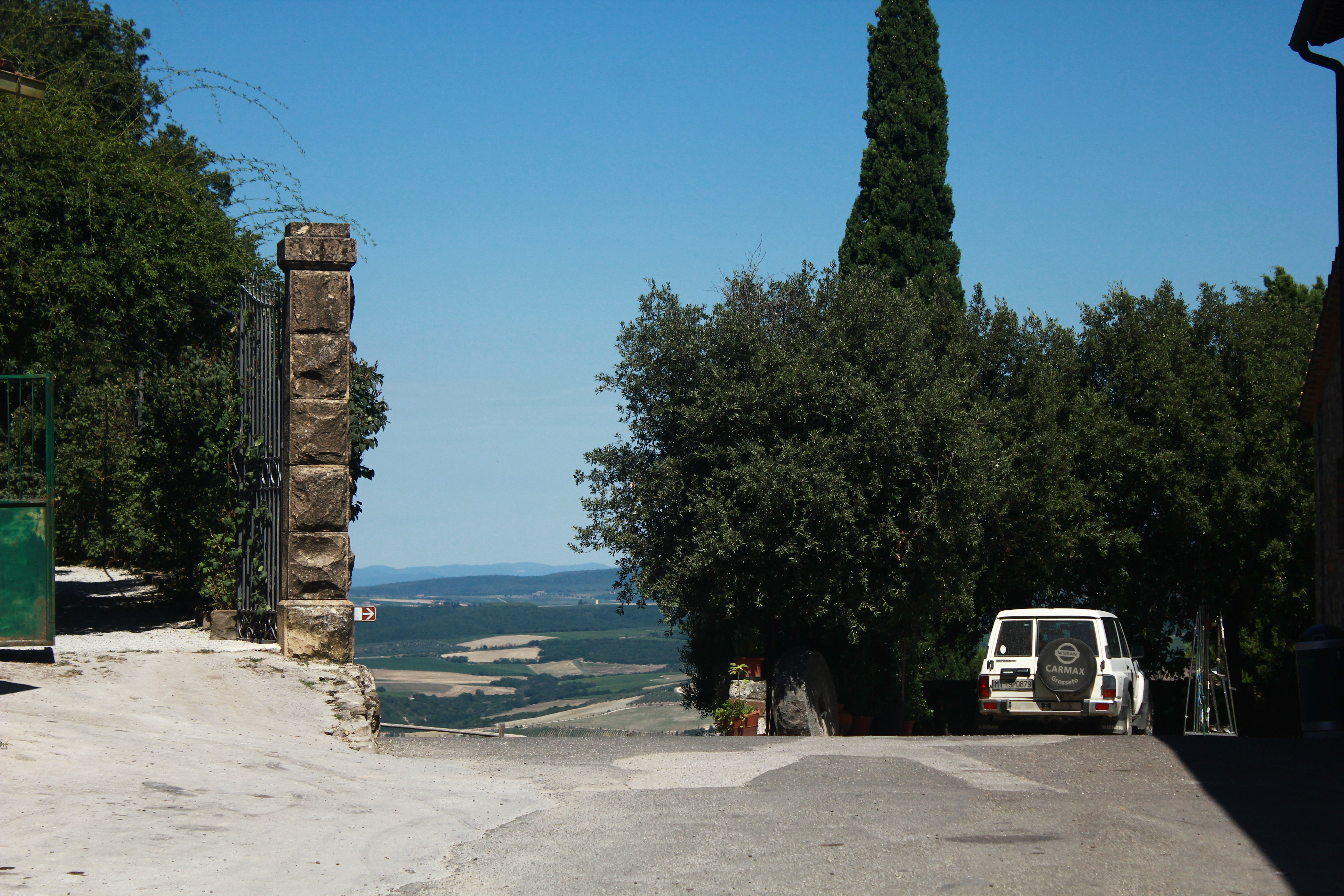
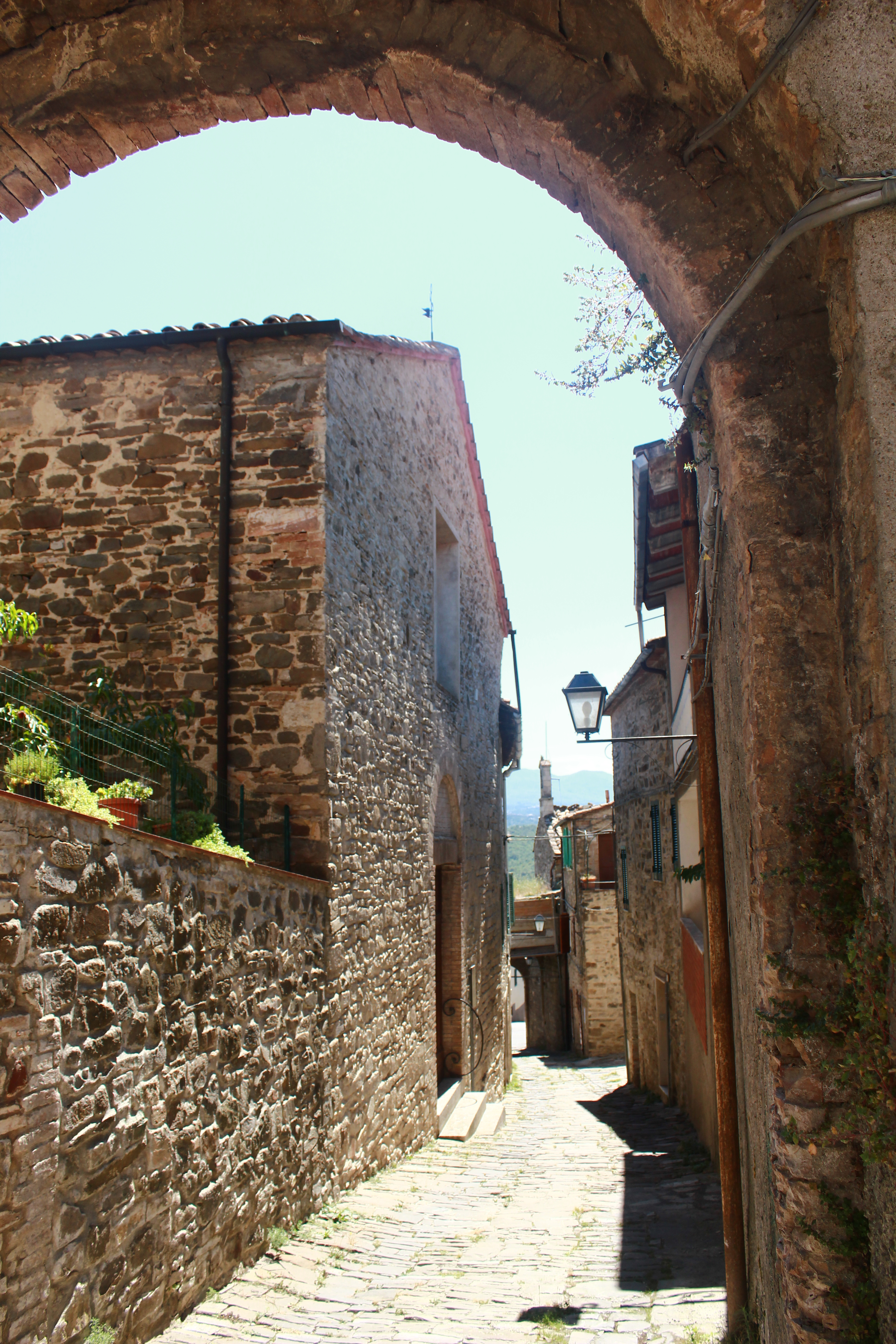
La pieve di Santa Lucia
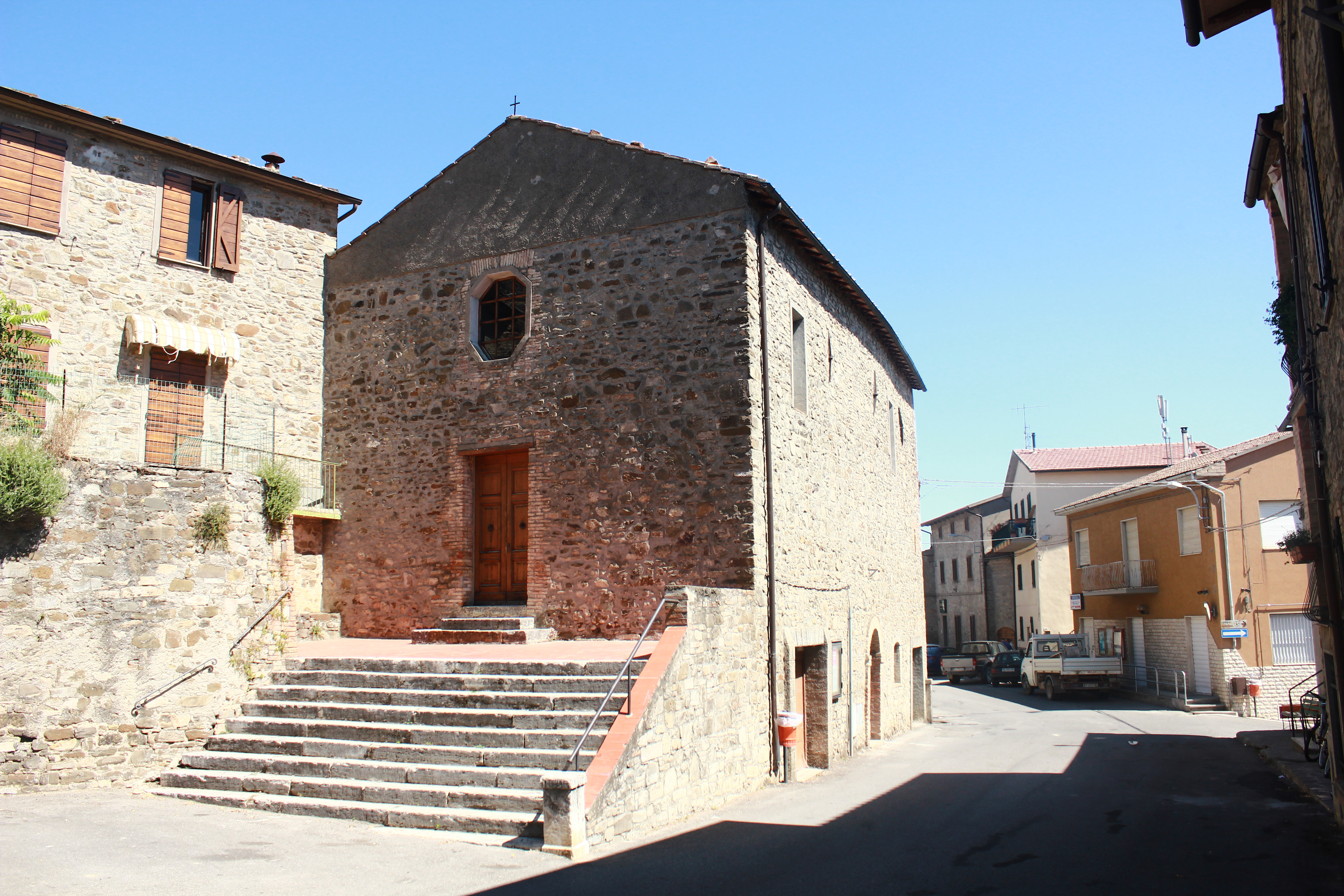
Chiesa della Madonna
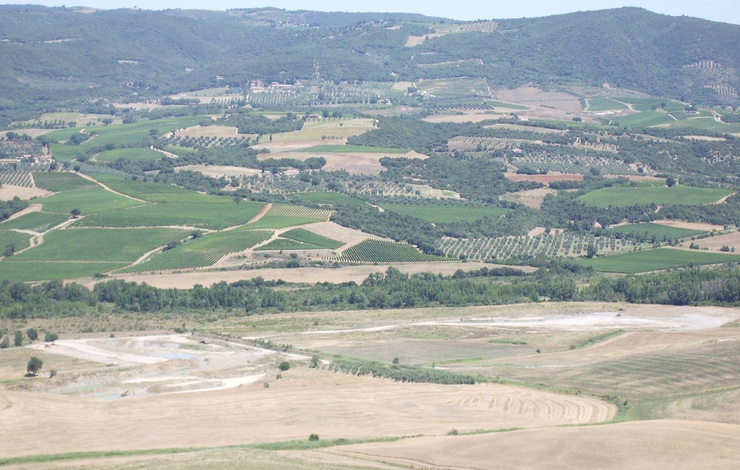
Panorama richting de Orcia
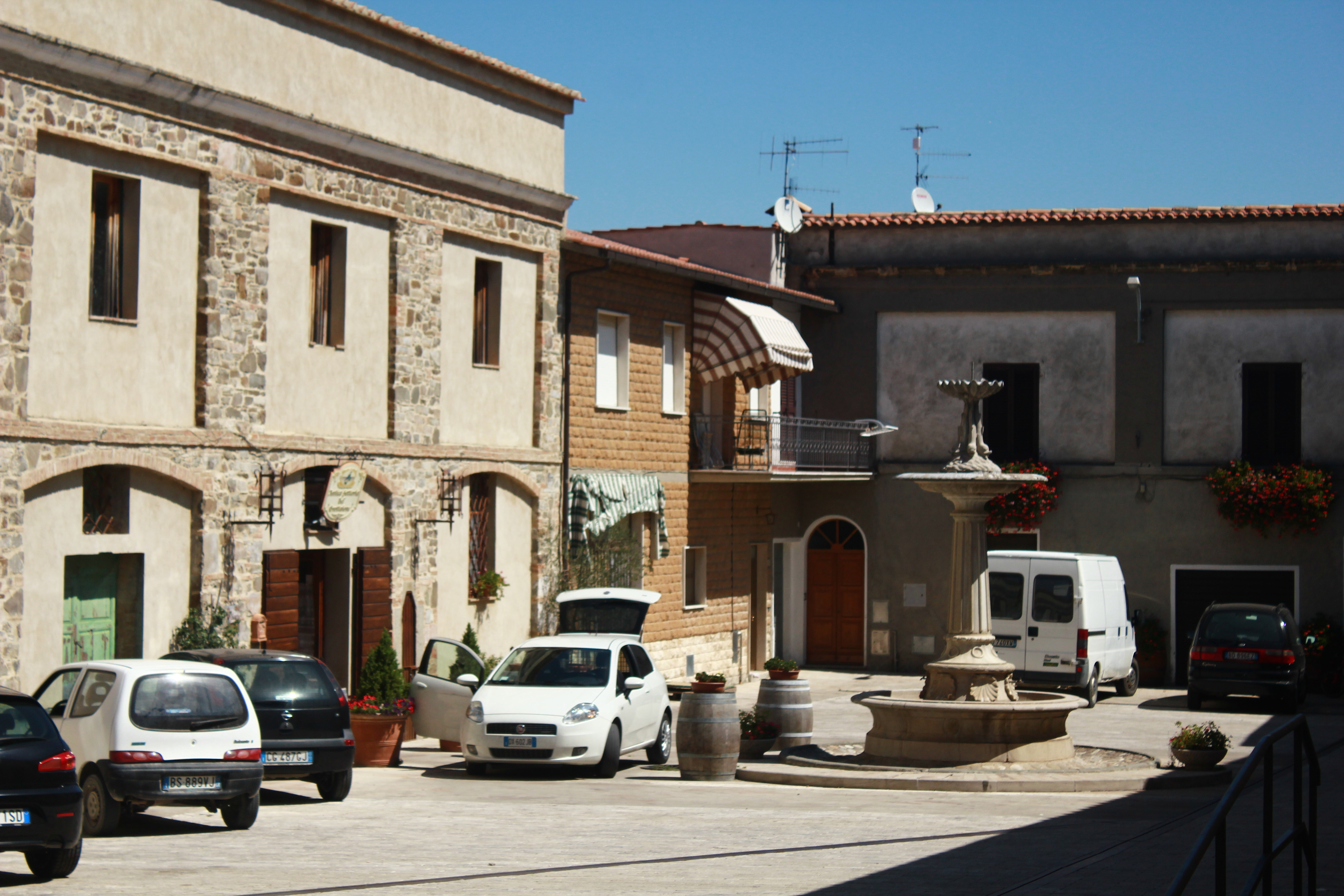
De oude boerderij van de familie Avanzati
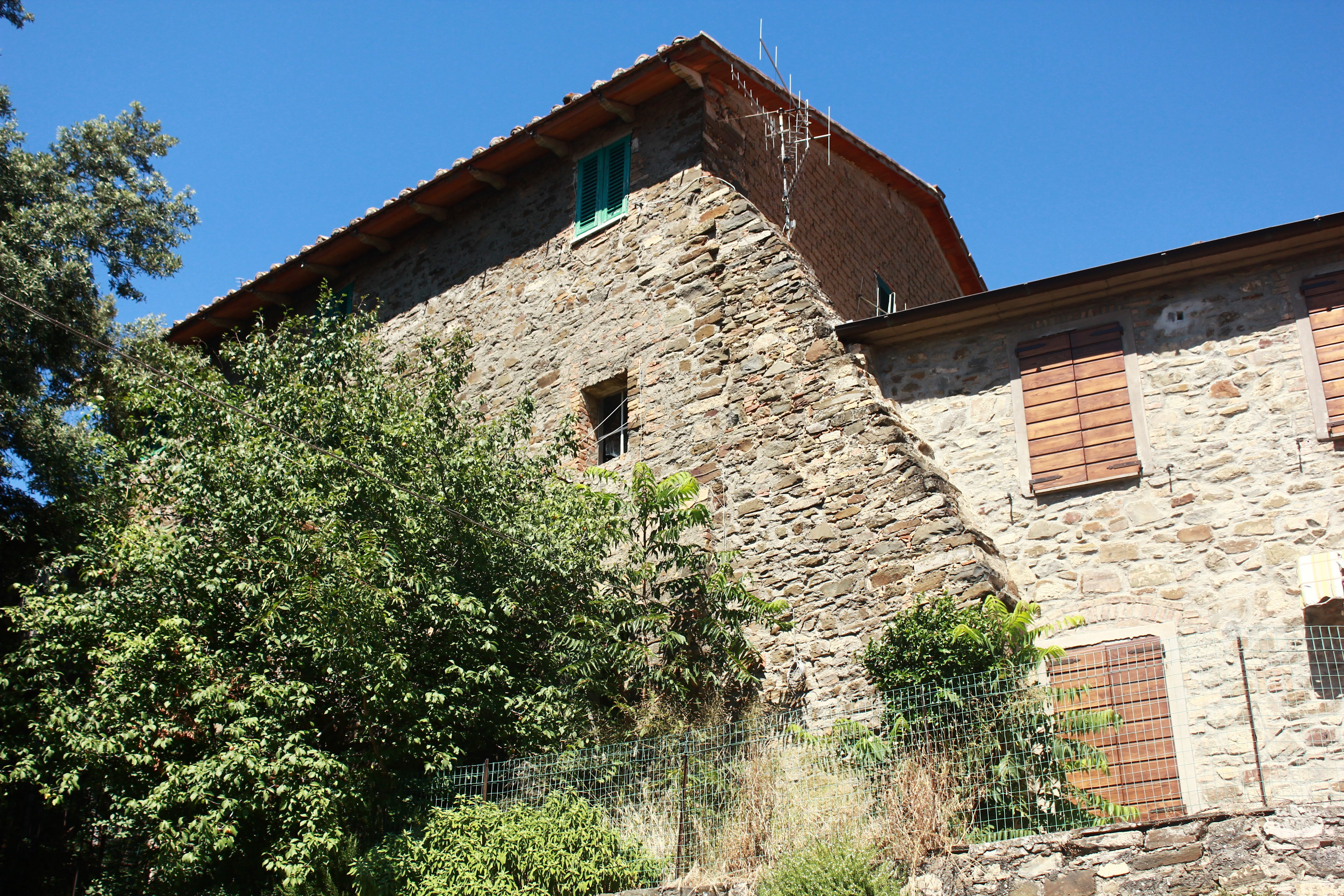
Overblijfselen van de oude muren